# Seden Strand
Seden Strand – miasto w Danii, w regionie Dania Południowa, w gminie Odense.